# Mokry Dwór (Basse-Silésie)
Pour l’article homonyme, voir Mokry Dwór.
Mokry Dwór est une localité polonaise de la gmina de Siechnice, située dans le powiat de Wrocław en voïvodie de Basse-Silésie.